# Féru des Sciences
Le Féru des Sciences (anciennement Musée de l'histoire du Fer) est un établissement de culture scientifique, géré par la Métropole du Grand Nancy. Le musée est consacré à l'utilisation du fer et de ses dérivés, depuis le Moyen Âge et l'apparition du haut-fourneau jusqu'au XXe siècle. Ce musée est situé dans le Parc de Montaigu où se trouve également le Château de Montaigu (Meurthe-et-Moselle) à Laneuveville-devant-Nancy, à proximité de Nancy, en Lorraine.

## Collections

### Origine de la collection
Pendant les travaux de construction du Féru des Sciences, les premières collections se constituèrent, composées d'acquisitions, de dons et de dépôts sous l’action du Centre de Recherches de l’Histoire de la Sidérurgie. Les collections et le musée furent constitués par plusieurs spécialistes : Bertrand Gille (1920-1980), Édouard Salin (1889-1970), Albert France-Lanord (1915-1993), le Général Joseph Belorgey (1900-1970) et Georges Henri Rivière (1897-1985) qui contribua au programme muséographique. Le Laboratoire d'Archéologie des métaux fut également mis à contribution pour la création de fac-similés et de maquettes. En 1965, l'inventaire du Féru des Sciences comptait environ 500 objets. Les acquisitions du musée se faisaient alors sur des axes précis : des outils, machines, instruments de production de fer, de transformation de fer, des produits finis renvoyant à une époque définie, des cartes, schémas, diagrammes et des maquettes 
De nombreuses maquettes furent déposées par le Musée des Arts et Métiers, aujourd'hui, 18 sont encore dans les collections du musée. Le musée compte un autre dépôt significatif de collections: le dépôt du Musée lorrain, d'environ 84 objets d'archéologie, d'ethnographie, des objets liés aux métiers du fer présentés à partir des encyclopédies Diderot et D'Alembert.
En novembre 2019; les collections inventoriées du Féru des Sciences rassemblent 13 243 unités pour des collections couvrant plusieurs domaines : "objets ethnographiques, collection Beaux-arts, objets archéologiques, objets scientifiques, techniques et industriels, maquettes, militaria, armement, minéralogie, photographies, arts graphiques, ferronneries et fontes d'ornement, éléments d'architecture, design et collection Jean Prouvé".
Toujours en 2019, le récolement des collections du Féru des Sciences a atteint 69% des collections. 1279 notices ont été créées sur la base de données Micromusée et 8477 notices ont été modifiées et enrichies,.

### Typologie des collections
La mission de conservation du Féru des Sciences se porte sur la mémoire des techniques de production de Fer, ses dérivés et ses produits finis depuis les origines jusqu'à la fin du XXe siècle. S'ajoute également la dimension sociale et humaine du travail du fer, de l'artisanat au monde ouvrier. Le programme muséologique permet une vraie diversité dans l'acquisition des collections et donc, la multiplication des points de vue sur l’histoire du fer.

#### Les objets d’histoire des techniques et de l’industrie
La place des collections techniques est primordiale au Féru des Sciences, elle représente d'ailleurs la typologie présentant le plus grand nombre d'objets conservés. Cette collection rassemble des outils de fabrication, des instruments de mesures et d'études, des modèles réduits, des maquettes pédagogiques, des documents scientifiques associés… Ces objets de collection proviennent principalement d'entreprises de sidérurgie et de métallurgie, d'usines, d'ateliers et de bureaux d'études. S'ajoutent à ces objets, des exemples de ferronnerie d'art, de fonte d'art et d'ornement, d'éléments architecturaux de la région Grand Est.

#### La collection archéologique
En lien étroit avec Édouard Salin, fondateur du Centre de Recherche de l'Histoire de la Sidérurgie, du Féru des Sciences (anciennement Musée de l'Histoire du fer) et du Laboratoire d'Archéologie des Métaux, la collection d'archéologie présente l'usage du fer et des métaux à travers les âges. Elle représente 184 objets originaux et explore l'illustration des techniques de transformation des métaux, l'archéométrie et l'évolution de leur présence à travers l'Histoire.

#### La collection d'arts graphiques
Bien plus fournie que la collection d'objets archéologiques, la collection d'art graphique regroupe en 2019 : 457 dessins, 1 000 dessins et estampes d'ateliers de ferronnerie, des affiches, mais également 201 planches de l'encyclopédie Diderot et D'Alembert et un fonds de 2038 cartes postales et images populaires. Cette collection couvre une large période allant du XVIe siècle au XXe siècle.
Deux fonds sont particulièrement intéressants : le fonds Manchelle et Peltier (ancien atelier parisien) acquis en 1994, ce fonds compte 2101 dessins de ferronnerie d'art. Le second fond est constitué de 120 dessins préparatoires de Ignace-François Bonhommé.
En 2016, le fonds de dessins Ignace-François Bonhommé a été valorisé dans un film visible dans les salles d'expositions. Une exposition temporaire a mis en lumière cet artiste en 1996.

#### La collection de Beaux-Arts
Les peintures conservées au Féru des Sciences sont d'un grand intérêt historique : elles montrent les différentes représentations de l'industrie sidérurgique et métallurgique dans les Beaux-Arts. L'œuvre majeure de cette collection est la Tôlerie des Forges d'Abainville par Ignace-François Bonhommé, réalisée en 1837.
D'autres œuvres sont conservées au musée, elles représentent l'industrie ou le travail artisanal du fer pendant le XXe siècle. Autour de ce thème sont regroupés des artistes au style divers :  Volot, Nadezda Prvulovic, Anders Montan, Maria Onken Palme, Auguste-Michel Colle, Alfred Renaudin, Camille Hilaire… et d'autres peintres de la région Lorraine.

#### La collection de photographies
Les photographies de cette collection allient technique et esthétique et montrent divers pans de l'industrie sidérurgique et métallurgique en France. La chronologie de cette collection s'étendu du dernier quart du XXe siècle jusqu'aux années 1980. Les photographies sont classées en 3 catégories distinctes :
- Les albums de photographies d'entreprises représentant des hommes et des enfants prenant la pose à l'entrée des usines (avant 1914) ;
- Les photographies documentaires des usines pendant la Première Guerre mondiale, la Seconde Guerre mondiale et l'Entre-deux-guerres (1911-1951) ;
- Le fonds de la Chambre Syndicale de la Sidérurgie Française regroupant des vues d'usines et d'infrastructures industrielles, certaines par des photographes reconnus : John Craven (photographe), Henri Lacheroy, Jacques Windenberger, Jean Dieuzaide, Henri Baranger…,

#### Les collections de géologie et de minéralogie
Cette collection provient de Camille Cavallier (1854-1926), dirigeant des Fonderies de Pont-à-Mousson, aujourd'hui Usine métallurgique de Pont-à-Mousson.

#### Les collections monumentales
Des colonnes en fonte, le portique de l'aéroport d'Orly et des structures métalliques de Jean Prouvé, une installation de fonderie industrielle au sable, un martinet hydraulique dont l’origine remonte au XVIIIe siècle, une batterie de trois martinets hydrauliques du XIXe siècle, une forge en état de fonctionnement et une section d’un escalier de la tour Eiffel ont été implantées dans les espaces verts autour du musée et dans son jardin.

### Les objets phares

#### Boyotte ou locomotive pour voie étroite
La boyotte est une locomotive à vapeur utilisée dans les usines de production de fer en Lorraine. Le modèle 1880 exposé au rez-de-chaussée du Féru des Sciences a été construit en 1902 par la Société anonyme de construction Meuse à Liège-Seraing en Belgique. Elle servait à l'usine de production de fer de Neuves-Maisons de la Compagnie des forges de Châtillon-Commentry et Neuves-Maisons qui disposait en 1955 d'un parc de 26 locomotives.
Utilisées de 1903 à 1953, les boyottes assurent les manœuvres dans l'usine. Sur 1,4 km de voies de chemins de fer étroits de 77 cm, elles transportent des lingotières et des lingots d'aciers de la halle de l'aciérie à la halle du laminage. Ces locomotives ont un moteur de 70 chevaux, ne pouvant dépasser 20 km/h. Chargées de 75 tonnes d'acier, elles ne dépassaient pas la vitesse de 9 km/h.
La boyotte exposée au Féru des Sciences porte le numéro 9. Il s'agit d'un don de la Société des Aciéries et Tréfileries de Neuves-Maisons Châtillon. Il existe une autre boyotte installée à l'entrée des cités industrielles de Messein à Neuves-Maisons,.

#### Maquette de convertisseurs Bessemer
Cette maquette fait partie d'une grande collection de maquettes techniques présentant les évolutions l'industrie de la sidérurgie et de la métallurgie.
Celle-ci présente l'atelier de la première ville à avoir fait fonctionner le procédé Bessemer : Imphy en 1862. Cette usine est mise en route 7 ans après que Henry Bessemer l'ait breveté. Son invention est une rupture technologique dans l'histoire de la production de l'acier car il devient désormais possible de produire en grande quantité de l'acier, aux propriétés supérieures à la fonte moulée et au fer puddlé.
La maquette représente l'atelier d'Imphy qui se composait de deux convertisseurs permettant un rondement entre chargement, déchargement et transformation. La fonte liquide est acheminée dans une rigole par le bec de la cornue. L'oxygène est ensuite introduit par le bas du convertisseur et les fumées s'évacuent par une cheminée. Le contenu transformé est ensuite transféré dans une poche de coulée afin d'être versé dans les lingotières en fonte. Le processus se termine par le laminage et la forge.
La maquette provient du Collège d’enseignement technique de Dombasle-sur-Meurthe. Constituée de bois et d'acier, elle mesure 137,5 × 57 × 137,5 cm. Entrée dans les collections du Féru des Sciences en 1966, elle est exposée dans l'espace permanent.

#### Modèle réduit des grilles de la place Stanislas
Reproduction miniature d'une des porte de ferronnerie d’art de Jean Lamour de la Place Stanislas, ce modèle réduit est une pièce de fonderie, fidèle à l'original, réalisé en ferronnerie d'art , jusqu'au moindre détail. Sont représentés avec exactitude les ornements en tôles minces dorées et rivetées des grilles : les rinceaux, coquilles, feuillages, rocailles et le coq gaulois  portant la lanterne. Est également présenté l'assemblage entre la structure solide et la grille constituée du châssis et des barres.
Les grilles originales furent créées par Jean Lamour, serrurier d'art Lorrain au service de Stanislas Leszczynski de 1752 à 1755. Le travail de serrurerie d'art effectué sur la place Stanislas permet le classement de cette place, de la place de la Carrière et la place d'Alliance au patrimoine de l'UNESCO depuis 1983.
Le modèle réduit est conservé au Féru des Sciences depuis 2008, visible dans l'exposition permanente. D’autres collections du musée témoignent de la richesse du travail des ferronniers d’art et également de l’art de la serrurerie comme le Recueil des ouvrages en serrurerie que Stanislas le Bien-Faisant, roi de Pologne, duc de Lorraine et de Bar, a fait poser sur la Place royale de Nancy, à la gloire de Louis le Bien-Aimé.

#### Coq de Longwy
Le Coq est une sculpture en tôles d'acier rivées et soudées, réalisée en 1979 par les ouvriers de Longwy pendant les grèves contre la fermeture de l'usine de sidérurgie. Deux plans de restructuration (1978 et 1984) avaient mis en péril des milliers d'emplois ouvriers à Longwy, cité ouvrière frappée par la crise de la sidérurgie dans le bassin lorrain. Lors du premier plan de restructuration de 1978  les ouvriers choisirent et brandirent le coq comme symbole de résistance.
Dans les années 60, la production de fer en Lorraine représentait deux tiers de la production nationale. La Lorraine et ses usines étaient un important bassin d'emploi attirant une forte immigration. Les cités industrielles étaient des melting pot d'origines et de nationalités. A Longwy, avec les plans de restructuration et les nombreux licenciements, l'usine du Chiers passa de 5 hauts fourneaux et 3 600 salariés en 1976, à 140 emplois en 1980. Les raisons de cette crise 2 étaient multiples, avec en premier point, la concurrence des extractions dans des mines de minerai de fer étrangères face à la Minette lorraine, trop peu chargée en fer.
Différents syndicats supportèrent ces manifestations, plusieurs articles de presse, reportages, événements, firent écho de ces mouvements ouvriers forts. Ils se concrétisèrent par la création de radio pirate, Lorraine cœur d’acier, l'occupation de bâtiments, des marches, des opérations "villes mortes"...
Le Coq de Longwy est entré dans les collections en 2005 et se trouve au premier étage de l'exposition permanente du Musée de l'Histoire du fer.

#### Tôlerie des forges d’Abainville, François Bonhommé
Cette huile sur toile est peinte en 1837 par Ignace-François Bonhommé (1809-1881). Durant sa formation à la peinture classique, I.F Bonhommé se détourna des sujets classiques. En 1836, après la visite des Forges de Philippeville en Belgique, il s'intéressa aux mouvements et à la lumière présents dans les installations industrielles. Il transcrivit dans ses dessins et peintures "la lutte de l'homme contre la matière" et glorifia ses origines, « les Soldats de l’industrie ».
Cette œuvre représente une vue panoramique des Forges d'Abainville, dans la Meuse. La précision et le réalisme de cette scène ouvrière font de ce tableau un témoignage des méthodes de travail d'une usine sidérurgique au XIXe siècle. On y voit les équipements techniques et les corps qui travaillent tout au long de la chaine de production. Pour arriver à ce niveau de réalisme, Bonhommé a réalisé 76 dessins préparatoires,.
Tôlerie des Forges d'Abainville est présentée au Salon de peinture et de sculpture de 1838. En 1996, au Féru des Sciences, les œuvres de Bonhommé sont présentées dans une exposition temporaire à son nom. Aujourd'hui, le tableau est exposé au musée de façon permanente.

#### Sidérurgie, Camille Hilaire
Camille Hilaire, peintre originaire de Metz entra à l'École des Beaux-Arts de Paris en 1941, durant ces études, il découvrit la décoration murale et fut influencer par le mouvement du Cubisme. Il réalisa cette œuvre monumentale (hauteur 323 cm x longueur 745 cm) pour la sidélor (Usinor) en 1952.
Sidérurgie représente les activités d'une usine de production sidérurgique : son matériel, ses ouvriers, les techniques et les étapes. On reconnaît par exemple un convertisseur Thomas, un crochet monumental portant un lingot d’acier en rougeoyant, des tours Cowper (four de réchauffage de l'air inventé par Edward-Alfred Cowper) , le plancher de coulée du haut-fourneau, les étincelles et les couleurs du métal en fusion.
Cette œuvre réalisée en peinture vinylique sur toile de lin a connu plusieurs lieux d'expositions : d'abord l'Union sidérurgique Lorraine (Sidélor), puis la Société Métallurgique de Knutange (Wendel-Sidélor) en 1967, dans les bureaux de Sacilor-Rombas en 1981 et enfin dans l'usine sidérurgique de Florange devenue ArcelorMittal France. Cette dernière entreprise offrit l'œuvre au Féru des Sciences en 2016.

## Les expositions temporaires

### Féru des Sciences (à partir de 2022)

#### Machine humaine
L'exposition Machine humaine se déroule du 1er juillet 2022 jusqu'au 30 juin 2023 au Féru des Sciences. Elle accueille trois photographes qui ont travaillé sur la figure ouvrière contemporaine locale.
L'objectif de l'exposition est de mettre en lumière des récits de vie de travailleurs et travailleuses ayant exercé dans d’anciens sites industriels du Grand-Est. Ainsi, par cet évènement, le musée participe à construire une autre vision du rapport au travail, en faisant le lien entre le passé industriel des travailleurs et leur quotidien.

### Musée de l'Histoire du fer (1966 - 2019)

#### Une idée, mille machines: de Léonard de Vinci à Jean Errard
L'exposition Une idée, mille machines : de Léonard de Vinci à Jean Errard, s'est tenue au Musée de l'Histoire du fer du 4 mai 2013 au 5 janvier 2014. Cette exposition fut programmée dans le cadre de Renaissance Nancy 2013, un festival en l'honneur de l'âge d'or Lorrain.
Léonard de Vinci et Jean Errard, dont les noms font sous-titre de l'exposition, illustrent la tendance à l'innovation en période de guerres et de conflits. Ces dernières sont même décrites comme "source de progrès technique". Pendant la Renaissance, les deux hommes, à un siècle de distance, contribuent à ce progrès par de l'ingénierie, des inventions, des mécanismes, des machines… Cette époque marqua également un usage du métal de plus en plus fréquent : boulets, canons en fonte… donnant lieu à la création de forteresses défensives construites pour résister à ces nouvelles armes de guerre.
Cette exposition alliait à la fois l'histoire de la Lorraine et les fondateurs du Musée de l'Histoire du fer : Bertrand Gille (historien) et de Albert France-Lanord, conservateur du musée, dont certains travaux de recherche avaient porté sur les ingénieurs et les techniques de la Renaissance,.
L'exposition était augmentée de dispositifs interactifs : ambiance olfactive de poudre à canon, jeu vidéo permettant d’abattre une forteresse en maniant des pièces d’artillerie, ainsi que d'une médiation dédiée : ateliers pédagogiques sur les machines de la Renaissance, sur l'arpentage et les manœuvres militaires, sur la géométrie et les fortifications.

#### Tour Eiffel, made in Lorraine
L'exposition temporaire Tour Eiffel, made in Lorraine a ouvert au public du 24 février 2018 au 7 janvier 2019. Cette exposition s'est tenue à l'occasion de la restauration d’une œuvre majeure du musée : le tronçon de l'escalier de la tour Eiffel, exposé dans le jardin du musée. L'exposition présentait l'histoire de la tour Eiffel, de l'extraction du minerai de fer en Lorraine, à Ludres, en passant par la production des fers aux Fonderies Fould-Dupont de la Société des hauts fourneaux, forges et aciéries de Pompey puis à son élévation sur le Champ-de-Mars à Paris.
Dans cette exposition furent présentées de nombreuses œuvres provenant de collections publiques ou privées, des photographies d'époque des usines et de leurs ouvriers. On y trouvait également des cartes et des films explicatifs sur l'extraction de minerai. Des dispositifs interactifs innovants permirent de s'approprier le langage et les techniques propres aux industries sidérurgiques.
Un Petit Journal de l’exposition fut mis à la disposition du public, il est toujours consultable dans le centre de documentation du Féru des Sciences.

#### Guerrier, guerrière: l'expo dont tu es le héros
L'exposition Guerriers, guerrières, l'expo dont tu es le héros, a eu lieu au Musée de l'Histoire du fer du 14 juin au 1er décembre 2019. Cette exposition à destination du jeune public était une exposition interactive durant laquelle les visiteurs et visiteuses découvrirent quatre familles de guerriers et guerrières : les samouraïs, les chevaliers, les Vikings, et les amazones du Dahomey. Augmentée par des dispositifs numériques, des épreuves d'agilité, de force et de réflexion, l’exposition permit aux visiteurs de s'identifier aux guerriers et aux guerrières, de comprendre les mécanismes de la guerre, les différents armements, le statut social des guerriers, etc,.
Le parcours de visite était séparé en quatre espaces en fonction des quatre familles de guerriers et guerrières. Munis d'un pass digital, les "apprentis guerriers" pouvaient mesurer leurs capacités sur des modules interactifs. En fin de parcours, le pass était scanné et donnait un résultat : la famille de guerriers avec laquelle il y avait une plus grande proximité.
L’exposition fut introduite par un week-end festif durant lequel le public assista gratuitement à des contes chevaleresques, des duels d'escrimeurs, des spectacles équestres, des parcours d'entrainement, des combats de catcheurs, des visites guidées, etc.

## Histoire

### Un musée-laboratoire
Le 6 octobre 1955 se tint à Nancy le colloque international "le Fer à travers les âges", sous la présidence d'honneur de Lucien Febvre et sous la présidence effective du sidérurgiste et archéologue Édouard Salin. En conclusion de ce colloque international, les participants évoquèrent la nécessité de construire un édifice en l'honneur du travail du fer et de l'aspect humain de l'Histoire de la métallurgie et de la sidérurgie dans le bassin lorrain : un Musée du fer.
Encouragée par ce colloque, la Société d'archéologie lorraine et du musée Lorrain s'engagea dans ce projet et prit comme point de départ le Laboratoire de Recherches Archéologiques du Musée lorrain, fondé en 1950 par Édouard Salin et Albert France-Lanord. D'autres partenaires suivirent : la chambre syndicale de la Sidérurgie française, la ville de Nancy et l'Université de Nancy. Le Centre de Recherches de l'Histoire de la Sidérurgie fut créé en 1957. Ce centre de recherches regroupe trois organismes : le Musée de l'Histoire du fer, le Laboratoire d'archéologie des Métaux et le Centre de Documentation. Le tout était alors installé dans une dépendance du Château de Montaigu.
Plusieurs lieux ont été envisagés pour l'implantation du musée. Finalement Suzanne et Édouard Salin, propriétaires du Château de Montaigu (Meurthe-et-Moselle) décidèrent d'offrir à la ville de Nancy une partie de leur domaine pour y construire le musée.
En concertation avec les architectes s'établit le programme muséographique, mis au point par Georges Henri Rivière (muséologue), Bertrand Gille (historien) et Albert France-Lanord. Les objectifs de ce centre de recherche étaient de réunir et de conserver la documentation et les archives concernant l'histoire et l'évolution de la sidérurgie, de créer une bibliographie scientifique et technique de la sidérurgie, d'encourager la recherche, d'en publier les résultats, et de mettre en avant l'histoire sociale et humaine de la sidérurgie,. Le musée tendait, lors de sa création, à montrer l'évolution technique du fer, en établissant une chronologie des différentes phases. Albert France-Lanord, directeur scientifique du laboratoire et premier conservateur du musée de l'Histoire du fer dirige ce dernier vers une approche historique plus que de technique, tirant l'histoire du fer vers un point de vue économique, social et culturel.
Le musée fut inauguré le 14 octobre 1966, par Jean Chatelain (1916-1958), en sa qualité de directeur des Musées de France et  devint « musée de France », au titre de la loi des musées de 2002 et inscrit sur la liste des musées de France le 1er octobre 2003.

### Architecture et récompense
En 1958 le projet de construction du musée fut mis à l’étude et confié à l'architecte Jacques André et à l'ingénieur Michel André avec la collaboration de Claude Prouvé.
Le bâtiment se compose de deux ailes allongées parallèlement, réunies par une galerie qui crée un patio en son centre ouvert sur un jardin. L'aile principale regroupe les services de maintenance ainsi que l'espace d’accueil des visiteurs et une salle d'exposition de 300 m2. Les espaces sont créés avec une volonté de flexibilité et de modularité. Des systèmes de cloisons, de cimaises, de panneaux et de vitrines amovibles et interchangeables furent installés dans ce but.
Le musée, entièrement constitué de verre et d'acier laisse apparaître son ossature métallique, appelés "portiques" par les architectes. Ces derniers supportent les dalles de béton armé formant les planchers. Les façades entièrement vitrées donnent sur le parc du Château de Montaigu.
Le bâtiment principal se compose de deux étages reliés par des escaliers en teck massifs pour une surface totale de 1 000 m2. Cette aile mesure 54 m de long pour 9.60 m de large. Un escalier en vis a été créé pour valoriser le travail du métal dans cette architecture moderniste. Le second bâtiment est identique dans sa conception, à peine moins long et comprend une salle partiellement enterrée du fait de la topographie du terrain.
Dans le jardin du musée, deux constructions annexes furent ajoutés : des préaux ouverts destinés à exposer des collections imposantes, des installations industrielles anciennes comme une grosse Fonderie du XIXe siècle avec un Cubilot et des appareils de levage venant de Pont-de-Roide-Vermondans ou encore un Martinet du XVIIIe siècle provenant de la forge du Châteaux de Château-Verdun et de Gudanes,.
Entre 1984 et 1985, Jean-Luc André, Claude Prouvé et André Faye procédèrent à des travaux d'agrandissement par l'ajout d'un nouveau bâtiment pour accueillir le laboratoire d'archéologie des métaux, le centre de documentation et les bureaux du personnel. Une galerie fut ajoutée, reliant les niveaux supérieurs de chaque aile.
Le Musée de l'Histoire du fer, reçut récompenses et distinctions :
- Prix de l'Équerre d'argent en 1969
- Label « Patrimoine du XXe siècle » en 2015 - DRAC Grand Est
- Architecture contemporaine remarquable en 2015 - DRAC Grand Est
Depuis sa refonte en 2022, une nouvelle orientation

## Situation et accessibilité
Le Féru des Sciences se situe au 1, avenue du Général de Gaulle à Jarville-la-Malgrange, sur le domaine de Montaigu, à environ cinq kilomètres du centre de Nancy. À l’arrière du bâtiment s’étend le parc de Montaigu, site classé de 14 hectares, dans lequel se trouve le Château de Montaigu.
Le musée est desservi par la ligne Tempo 2 des bus Stan à l’arrêt « Atelier » et la ligne 21 à l’arrêt « Musée de l’Histoire du fer ». Un parking gratuit se situe devant le musée.

## Le Laboratoire d’Archéologie des Métaux
Le Laboratoire d'Archéologie des Métaux (LAM) fut la pierre angulaire entre le Musée Lorrain et le Musée de l'histoire de Fer lors de la création de ce dernier. Fondé en 1950 au Musée Lorrain par Édouard Salin et Albert France-Lanord, le Laboratoire prit place définitivement au Féru des Sciences. En 2021, trois personnes y travaillent avec la mission principale de restaurer les objets archéologiques et historiques en métal, verre, céramique ou encore matériau organique (os).
Les services proposés par le LAM sont l'étude, l'analyse, la restauration et la conservation des objets archéologiques ou historiques. La conservation-restauration au LAM permet de redonner aux objets une lisibilité, une possibilité d'être compris et étudiés et permet aussi la conservation sur le temps long des objets restaurés.
« Le Laboratoire d'Archéologie des Métaux fait partie du « réseau national de restauration » qui regroupe les ateliers de conservation-restauration agréés par le Service des Musées de France. À ce titre le LAM est en relation avec le Centre de Conservation et de Restauration des Musées de France (C2RMF) et le Laboratoire de Recherche des Monuments Historiques." »  Le Laboratoire est donc en mesure de réaliser des prestations pour les musées de France, les directions des affaires culturelles, les services d’archéologie et l’Institut National de Recherches Archéologiques Préventives (Inrap).
Depuis janvier 2010, le LAM fait partie de la Communauté Urbaine du Grand Nancy, géré en régie directe.
En 2019, 101 prestations de restauration ont été réalisées par le LAM. Cela représente environ 1 500 objets traités au LAM, souvent pour des musées et aussi pour les services archéologiques (INRAP, SRA...) et très rarement pour des particuliers. Le laboratoire dispose de plusieurs outils de diagnostic et de constat d'état, comme des outils de macro et microscopie, d'outils de radiographie à rayons X, etc.

## Le centre de documentation
Dès la création du Féru des Sciences, le centre de documentation fit partie des activités principales du Centre de Recherche en Histoires de la Sidérurgie (CRHS), lui-même fondé en 1957. Son objectif était de conserver toutes les références concernant la métallurgie, la sidérurgie et l’histoire du fer et de les réunir dans une bibliothèque, une documentation, une photothèque et un dépôt d'archives. En 1965, un avant l'ouverture du musée, plus de 10 000 fiches d'archives avaient déjà été dressées.
Auparavant en 1960, le Centre de Recherches en Histoire de la Sidérurgie lança une revue consacrée aux questions de l’histoire de la métallurgie du fer et de son industrie en France, en Europe et dans le monde. Intitulée Revue d’Histoire de la Sidérurgie, cette revue fut publiée chaque trimestre, avec le concours du CNRS, entre 1960 et 1968, avant de devenir semestrielle et d’élargir son contenu en devenant Revue d’histoire des mines et de la métallurgie, de 1969 à 1972.
La publication de ces deux revues reposait sur son rédacteur en chef, Bertrand Gille (1920-1980), également auteur d’articles pour la revue, qui intégra le Centre de Recherches en Histoire de la Sidérurgie en novembre 1958, le CRHS finançant intégralement la revue grâce à des subventions et aux recettes propres dégagées par les abonnements. La publication cessa en 1972.
Appartenant aux collections de nombreuses bibliothèques, nombre de numéros de la Revue d’Histoire de la Sidérurgie et de la Revue d’Histoire des Mines et de la Métallurgie sont également consultables au centre de documentation du Musée de l’Histoire du fer.
En 2020, le centre de documentation regroupe plus de 8 000 ouvrages aux thématiques très différentes : des sciences et techniques à l'histoire de l'art en passant par des ouvrages sur l'armement et le militera ainsi que sur la muséologie, la conservation, la restauration et l'archéologie.
Les travaux de recherche des fondateurs du Féru des Sciences, du Laboratoire d'Archéologie des Métaux et du centre de documentation sont également présents dans les références bibliographiques du centre et dans les dossiers documentaires. On y retrouve une quantité d'ouvrages et de travaux sur Édouard Salin, Albert France-Lanord, Bertrand Gille, Jean Prouvé, Claude Prouvé et Jacques et Michel André mais également des travaux de ces auteurs.
Est également conservée une collection d'environ 450 revues, certaines généralistes comme des revues de muséologie récentes. D'autres concernent les techniques, les sciences et les industries comme le Bulletin de la société de l’industrie minérale. Les revues les plus anciennes datent du XIXe siècle.
Les références présentes dans le centre de documentation montrent la place de la sidérurgie et de la métallurgie du fer dans l’économie locale et l'histoire. C'est un point commun souhaité dans le programme d'acquisition imaginé par les fondateurs.
Le centre de documentation du Féru des Sciences est ouvert au public sur rendez-vous.